# NGC 7517
NGC 7517 ist eine elliptische Galaxie vom Hubble-Typ E im Sternbild Fische auf der Ekliptik. Sie ist schätzungsweise 330 Millionen Lichtjahre von der Milchstraße entfernt.
Das Objekt wurde am 5. Oktober 1863 vom deutschen Astronomen Albert Marth entdeckt.